# Тиволи
Тиволи (итал. Tivoli) град је у централној Италији. Тиволи је важан град округа Рим у оквиру италијанске покрајине Лацио.
Град Тиволи је познат као важно стециште летњиковаца више класе из оближњег Рима још од времена антике. Међу њима, најпознатији су остаци Хадријанове виле, која је данас под заштитом УНЕСКОа, као и Комплекс виле д’Есте, такође под заштитом УНЕСКОа.

## Природне одлике
Град Тиволи налази се у средишњем делу Италије, 30 км источно од Рима, седишта покрајине и државе. Град се налази на првим брдима Апенина, а изнад равнице у којој је смештен град Рим, што пружа несвакидашње панораме из самог града.

## Историја
Град Тиволи је познат као важно стециште летњиковаца више класе из оближњег Рима још од времена антике. Стога град данас чува руине староримских вила, али и потпуно сачуване виле из времена ренесансе и барока.

## Становништво
Према резултатима пописа становништва 2011. у општини је живело 52.910 становника.
| 1931.  | 1936.  | 1951.  | 1961.  | 1971.  | 1981.  | 1991.  | 2001.  | 2011.  |
| ------ | ------ | ------ | ------ | ------ | ------ | ------ | ------ | ------ |
| 17.674 | 19.820 | 24.932 | 34.067 | 41.740 | 50.985 | 52.372 | 49.342 | 52.910 |

Тиволи данас има око 55.000 становника, махом Италијана. Током протеклих деценија број становника у граду стагнира.

## Градске знаменитости
- Хадријанова вила, која је данас под заштитом УНЕСКОа;
- Комплекс Виле д’Есте такође под заштитом УНЕСКОа, а који је данас најпосећенија знаменитост Тиволија. Комплекс са палатом и баштом припада ренесансној баштини. У њој је живео кардинал Иполит II Д’Есте, потомак славне породице Естенсе, који су владали Фераром и Моденом. Његов животни циљ био да постане римски папа, али му то никада није пошло за руком. Палату красе многобројни мозаици који представљају слике из свакодневног живота. Јединствена је због више стотина монументалних фонтана, од којих су најлепше оне које су изграђене у барокном стилу и имитирају звукове као што су цвркут птица или оргуље.

## Партнерски градови
- Фокшани

## Галерија
- Остаци Хадријанове виле
- Вила д'Есте
- Остаци староримске виле
- Папски замак Рока Пија